# Northampton (Pennsylvanie)
Northampton est un borough situé à l'ouest du comté de Northampton, en Pennsylvanie, aux États-Unis,. En 2010, il comptait une population de 9 926 habitants, estimée au 1er juillet 2020 à 10 048 habitants.

## Démographie
Lors du recensement de 2010, le borough comptait une population de 9 926 habitants. Elle est estimée, en 2020, à 10 048 habitants.

### Source de la traduction
- (en) Cet article est partiellement ou en totalité issu de l’article de Wikipédia en anglais intitulé « Northampton, Pennsylvania » (voir la liste des auteurs).